# 拉瓦夫尔 (上索恩省)
拉瓦夫尔（法語：La Voivre，法語發音：[la vwavʁ] ⓘ）是法国上索恩省的一个市镇，属于吕尔区。

## 地理
拉瓦夫尔（47°49'16"N, 6°33'27"E）面积11.87 平方千米，位于法国勃艮第-弗朗什-孔泰大區上索恩省，该省份为法国东部内陆省份，北起顺时针与孚日省、贝尔福地区省、杜省、汝拉省、科多尔省和上马恩省接壤。
与拉瓦夫尔接壤的市镇（或旧市镇、城区）包括：阿蒙和埃夫勒内、埃克罗马尼、福科涅和拉梅尔、拉朗泰讷和莱萨尔蒙。

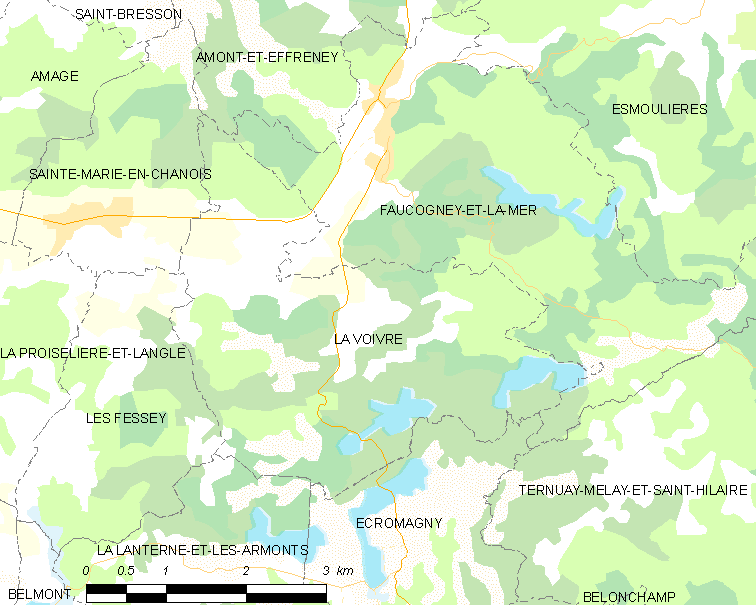
的OSM定位图

拉瓦夫尔的时区为UTC+01:00、UTC+02:00（夏令时）。

## 行政
拉瓦夫尔的邮政编码为70310，INSEE市镇编码为70573。

## 政治
拉瓦夫尔所属的省级选区为梅利塞县。

## 人口

1962-2008年间人口变化图示

拉瓦夫尔于2022年1月1日时的人口数量为109人。